# Apoen
Apoen (franc. appoint) je iznos na koji glasi kovanica, novčanica ili drugi vrijednosni papir.